# Hurt (singel OneRepublic)
„Hurt” – singel amerykańskiej grupy OneRepublic, wydany 5 lipca 2024 jako singel z szóstego albumu studyjnego grupy, Artificial Paradise (2024). Autorami piosenki są wokalista zespołu, Ryan Tedder i Tyler Spry.
22 listopada wydana została wersja utworu „Hurt” nagrana w duecie z amerykańskim piosenkarzem country Jelly Rollem. Tego samego dnia ukazał się teledysk do utworu. 

## Pozycje na listach

### Notowania tygodniowe
| Notowanie (2024)               | Najwyższa pozycja |
| ------------------------------ | ----------------- |
| Nowa Zelandia (Hot 40 Singles) | 21                |